# Gottfried von Cramm
Gottfried Alexander Maximilian Walter Kurt Freiherr von Cramm, auch genannt der Tennis-Baron (* 7. Juli 1909 in Nettlingen; † 9. November 1976 bei Kairo, Ägypten), war ein deutscher Tennisspieler, der dem südost-niedersächsischen Adelsgeschlecht von Cramm entstammte. Er spielte 101-mal für Deutschland im Davis Cup und konnte dabei 82 Spiele im Einzel und Doppel gewinnen. In den 1930er Jahren war er ein außerordentlich populärer Sportler und Gegner des NS-Regimes.

## Leben

### Jugend
Gottfried von Cramm kam als drittältester Sohn von Burghard von Cramm und Ehefrau Jutta, geborene Gräfin von Steinberg-Brüggen, im Schloss Nettlingen auf die Welt. Er hatte sechs Brüder und wuchs auf dem elterlichen Schloss Brüggen auf. Er erhielt Privatunterricht auf dem Schloss und legte das Abitur ab. Schon früh hatte er den Wunsch, als Tennisspieler Karriere zu machen.

### Sportliche Laufbahn
Cramm begann mit dem Tennisspiel im Alter von elf Jahren. Der Verlust der rechten Zeigefingerkuppe durch einen Pferdebiss beeinträchtigte ihn dabei nicht, weil er deshalb zeit seines Lebens besonders schmal gearbeitete Schlägergriffe verwendete. Mit 15 Jahren nahm er an der deutschen Juniorenmeisterschaft teil, bei der er im Einzel bereits in der ersten Runde ausschied, im Doppel jedoch deutscher Juniorenmeister wurde. Nach dem Abitur im Jahr 1928 zog er nach Berlin, um zur Vorbereitung auf die von ihm angestrebte Diplomatenlaufbahn Jura zu studieren. Beim Tennis im Spitzenclub LTTC Rot-Weiß Berlin wurde sein Talent erkannt; schon 1929 war er die Nummer 10 der deutschen Rangliste und begann bei internationalen Turnieren auf sich aufmerksam zu machen. 1931 gewann er seinen ersten internationalen Titel in Athen. Aufgrund seiner Turniererfolge brach er 21-jährig mit Einverständnis seiner Eltern sein Studium ab, um sich ganz dem Tennis zu widmen. In der Folge verbesserte er sich kontinuierlich und wurde zu einem Weltspitzenspieler. 1934 gewann er bei den internationalen Meisterschaften von Paris und war nach Fred Perry aus England und Jack Crawford aus Australien die Nummer 3 der Weltrangliste. 1935 und 1936 erreichte er das Finale von Wimbledon, unterlag jedoch beide Male Perry im Endspiel. Cramm rückte nach der ersten Finalteilnahme auf Position 2 der Weltrangliste vor, die er bis 1937 innehatte. In dieser Zeit war er einer der populärsten Sportler Deutschlands.

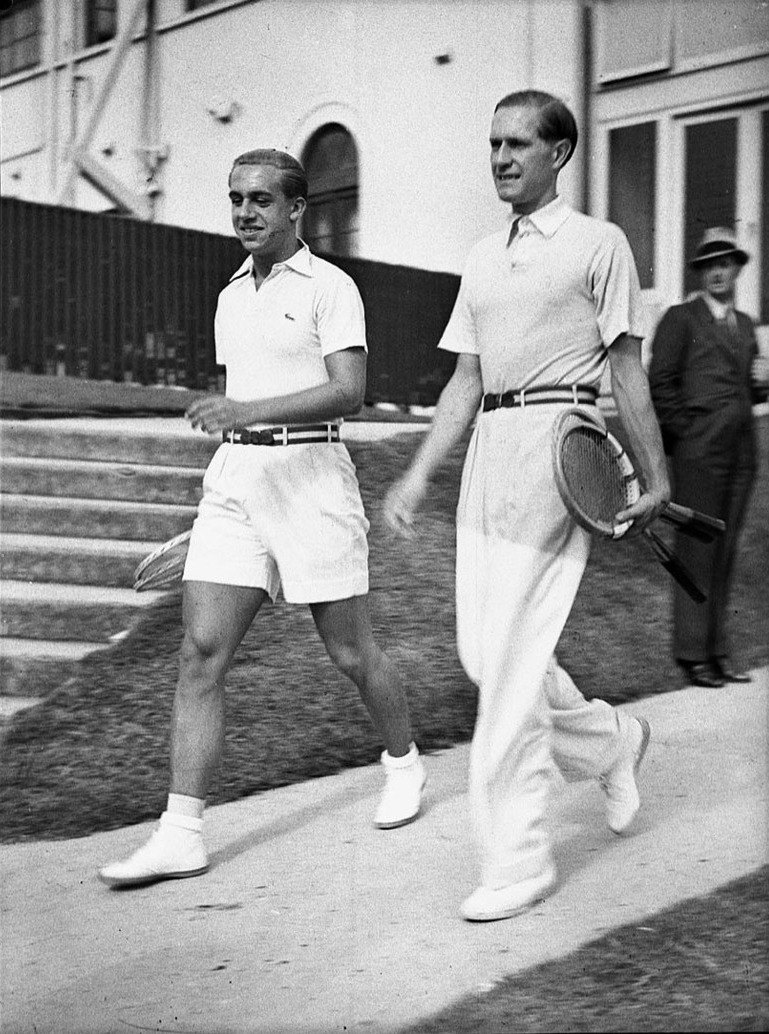
Gottfried von Cramm und Henner Henkel 1937 in Australien

1937 stand Cramm erneut im Finale von Wimbledon, wo er jedoch dem Amerikaner Donald Budge unterlag. Im selben Jahr ging er im Auftrag des Deutschen Tennis Bundes mit anderen Spitzenspielern per Schiff auf eine 200-tägige Weltreise und spielte Turniere in den USA, Japan, Indonesien und Australien. 1938 kehrten die Sportler nach Deutschland zurück. Der geplante Empfang in Berlin durch den Reichssportführer wurde jedoch abgesagt. Einen Tag nach der Ankunft wurde Cramm verhaftet, wegen Verstoßes gegen den § 175 angeklagt und zu einem Jahr Gefängnis verurteilt. Nach seiner Haftentlassung verweigerten die Verantwortlichen in Wimbledon ihm als Vorbestraftem die Teilnahme am Turnier von 1939, dem letzten vor Ausbruch des Zweiten Weltkriegs. Kurz zuvor hatte er beim Vorbereitungsturnier im Queens Club in London im Finale den späteren Wimbledonsieger Bobby Riggs mit 6:0 und 6:1 besiegt.
Nach dem Krieg setzte er seine Tennislaufbahn fort und wurde 1947 und 1948 zum ersten Sportler des Jahres in Deutschland gewählt. Als fast 42-Jähriger nahm er 1951 noch einmal am Wimbledon-Turnier teil. Neben einem Erstrunden-Aus gegen den amtierenden French-Open-Sieger Jaroslav Drobný im Einzel, erreichte er zusammen mit Ernst Buchholz das Viertelfinale im Doppel. Sein letztes Davis-Cup-Match bestritt er 1953.

### Zeit des Nationalsozialismus und Verbindung zum Widerstand

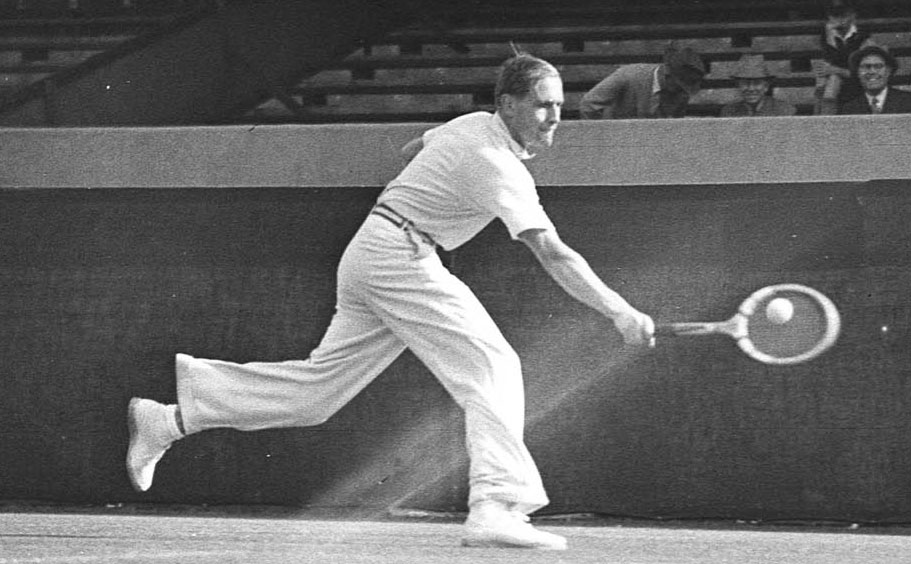
Australian Championships 1937

Seine 1930 geschlossene erste Ehe mit Baroness Elisabeth „Lisa“ von Dobeneck (1912–1975), einer Enkelin des jüdischen Kölner Bankiers Louis Hagen, wurde 1937 geschieden.
Cramm weigerte sich während der gesamten Zeit des nationalsozialistischen Regimes Parteimitglied der NSDAP zu werden, obwohl ihn Hermann Göring mehrfach zu überreden versuchte. Göring war Vereinskamerad Cramms im traditionsreichen Tennisclub LTTC Rot-Weiß Berlin. Weil Cramm während Reden auf internationalen Reisen nie Hitler erwähnte, regimekritische Filme ansah und sich privat abwertend über die Nationalsozialisten äußerte, erregte er zunehmend deren Unmut.
Von Cramm war bisexuell. Am 5. März 1938 wurde von Cramm aufgrund seiner homosexuellen Beziehung zu dem jüdischen Schauspieler Manasse Herbst nach §175 des deutschen Strafgesetzbuchs festgenommen, angeklagt und später verurteilt. Cramm schützte sich mit dem Vorwurf der Erpressung gegenüber Herbst, dessen jüdische Herkunft ihm auch zum Vorwurf gemacht wurde. Cramm wurde in das Strafgefangenenlager Rollwald verbracht. Die gegen Cramm verhängte Freiheitsstrafe wurde nach sieben Monaten zur Bewährung ausgesetzt, nachdem Cramms Mutter bei Hermann Göring vorstellig geworden war und erfolgreich hatte intervenieren können. Auch der schwedische König Gustav V., dessen Trainer und guter Freund Cramm war, setzte sich für ihn ein. Cramm erreichte nach 1945 eine Tilgung der Verurteilung aus dem Strafregister, erhielt aber keine Entschädigung zugesprochen. In den USA blieb ihm die Einreise verwehrt.
1940 wurde Cramm zur Wehrmacht einberufen und an die Ostfront geschickt. Als Vorbestraftem blieb ihm die Offizierslaufbahn verschlossen. Nach schweren Erfrierungen an beiden Beinen erhielt er 1942 zunächst Heimaturlaub und wurde dann als „unzuverlässiges Element“ aus der Wehrmacht entlassen.
Von Cramm solidarisierte sich in den letzten Kriegsjahren mit dem aktiven Widerstand gegen Hitler und nutzte seine Reisen als Tennistrainer nach Schweden, um vertrauliche Botschaften der Verschwörer des 20. Juli zu übermitteln. Nach dem missglückten Attentat drückte er seinen Willen aus, sich einem erneuten Versuch anzuschließen.

### Nach dem Zweiten Weltkrieg
Das Kriegsende im Mai 1945 und die erste Nachkriegszeit erlebte Gottfried von Cramm bei seiner Familie auf Schloss Bodenburg. Seine internationale Bekanntheit sorgte bei den Besatzungsmächten für Vertrauen und ermöglichte es ihm, einen wesentlichen Beitrag zum Wiederaufbau des deutschen Tennisverbandes zu leisten. 1948 war er einer der Mitgründer des Deutschen Tennis Bundes (DTB), 1950 sorgte sein Engagement maßgeblich dafür, dass der DTB wieder in den Internationalen Tennisverband (ITF) aufgenommen wurde. Am 9. April 1946 war er der erste deutsche Sportler, der von der britischen Besatzung die Genehmigung zu einer Auslandsreise erhielt. 1948 wurde er Besitzer des Rittergutes Wispenstein bei Alfeld, wo er seinen Wohnsitz nahm. Die Cramms hatten ihren Besitz an die sieben Söhne aufgeteilt, weil sie Besitzverlust durch eine Bodenreform befürchteten. Das Gut ließ Cramm verwalten und verbrachte wegen seiner sportlichen Karriere dort nur wenig Zeit.
1951 gründete Cramm in Hamburg eine Importfirma für ägyptische Baumwolle. Im selben Jahr begegnete er der Woolworth-Erbin Barbara Hutton wieder, die er bereits vor dem Krieg kennengelernt hatte, und heiratete sie 1955. Die Ehepartner waren jedoch aus geschäftlichen Gründen viel getrennt unterwegs und die Ehe scheiterte schon zwei Jahre später, wurde aber erst 1960 geschieden. Im Biopic Armes reiches Mädchen – Die Geschichte der Barbara Hutton, das 1987 für das US-amerikanische Fernsehen als Mini-Serie entstand, wird Cramm von Sascha Hehn dargestellt.
Gottfried von Cramm starb 1976 während einer Geschäftsreise bei einem Autounfall in der Nähe von Kairo. Nach ihm ist ein Weg in Berlin benannt, an dem die Tennisanlage des Vereins LTTC Rot-Weiß Berlin liegt, dem Cramm angehörte. Sein Grab befindet sich bei der Familienkapelle derer von Cramm in Oelber am weißen Wege nahe dem Schloss Oelber. Postum wurde er 1977 als erster Deutscher in die International Tennis Hall of Fame aufgenommen. 1987 wurden Möbel, Gemälde, Waffen, Porzellan und andere Gegenstände aus seinem Erbe von seinem Bruder Ernst Wilhelm Freiherr von Cramm bei dem Kunst- und Auktionshaus Kastern versteigert. Der Gesamterlös betrug etwa 250.000 DM.

### Fair Play
Als populärster deutscher Tennisspieler seiner Zeit war Cramm ein großer Vertreter des Fair Play. Die Presse bezeichnete ihn als würdevollen Verlierer und als elegantesten sowie anmutigsten Spieler aller Zeiten. Nach seiner Finalniederlage bei den US-amerikanischen Meisterschaften in Forest Hills 1937 lobte ihn der siegreiche Donald Budge: „Er spielte schönes, einfach beneidenswert schönes Tennis, das war ihm wichtiger als der Sieg!“

### Größte Erfolge
Cramm war dreimaliger Finalist im Herreneinzel von Wimbledon (1935, 1936, 1937); 1933 siegte er mit Hilde Krahwinkel im Mixed. Zweimal gewann er die French Open (1934, 1936) und sechsmal (1932, 1933, 1934, 1935, 1948, 1949) das Turnier am Hamburger Rothenbaum. 1937 gewann er gemeinsam mit seinem Landsmann Henner Henkel die Herrendoppelkonkurrenz bei den French Open und bei den US Open.

### Ehrungen
- 1947 und 1948 wurde er Sportler des Jahres in Deutschland.
- 1951: Silbernes Lorbeerblatt[23]
- Sowohl in Berlin-Grunewald als auch im saarländischen Merzig existiert ein Gottfried-von-Cramm-Weg.
- Die Gottfried-von-Cramm-Straßen u. a. in Bremen-Osterholz, Neufahrn bei Freising und Soltau wurden nach ihm benannt.
- 1988: Für seine Verdienste um den Sport in Niedersachsen wurde er in die Ehrengalerie des Niedersächsischen Instituts für Sportgeschichte aufgenommen.[24]
- 1977: Aufnahme in die International Tennis Hall of Fame[25]
- 2008: Aufnahme in die Hall of Fame des deutschen Sports[26]